# Lophoceros
Lophoceros — рід птахів родини птахів-носорогів (Bucerotidae). Відомо 7 видів, поширених в Африці.

## Класифікація
- Токо бурий (Lophoceros alboterminatus)
- Токо скельний (Lophoceros bradfieldi)
- Токо синьогорлий (Lophoceros fasciatus)
- Токо ефіопський (Lophoceros hemprichii)
- Токо світлодзьобий (Lophoceros pallidirostris)
- Токо плямистодзьобий (Lophoceros nasutus)
- Токо малий (Lophoceros camurus)